# Mikaela Ingberg
Mikaela Ingberg (ur. 29 lipca 1974 w Vaasa) – fińska lekkoatletka specjalizująca się w rzucie oszczepem.
Czterokrotna uczestniczka igrzysk olimpijskich – Atlanta 1996, Sydney 2000, Ateny 2004 oraz Pekin 2008. Pierwszy sukces na arenie międzynarodowej odniosła w roku 1993 zwyciężając w mistrzostwach Europy juniorów. Dwa lata później zdobyła brązowy krążek seniorskich mistrzostw świata. Dwa razy zajmowała trzecie miejsce w mistrzostwach Europy – Budapeszt 1998 oraz Monachium 2002. Wielokrotna medalistka mistrzostw Finlandii. Podopieczna trenera Tapio Korjusa – medalisty olimpijskiego. Rekord życiowy: stary model oszczepu – 67,32 (1997), nowy model oszczepu – 64,03 (2000).

## Osiągnięcia
| Rok  | Zawodów                     | Miejsce       | Pozycja           | Wynik |
| ---- | --------------------------- | ------------- | ----------------- | ----- |
| 1991 | Mistrzostwa Europy juniorów | Saloniki      | el. – 16. miejsce |       |
| 1993 | Mistrzostwa Europy juniorów | San Sebastián | 1. miejsce        | 56,64 |
| 1994 | Mistrzostwa Europy          | Helsinki      |                   |       |
| 1995 | Mistrzostwa świata          | Göteborg      | 3. miejsce        | 65,16 |
| 1996 | Igrzyska olimpijskie        | Atlanta       | 7. miejsce        | 61,52 |
| 1997 | Mistrzostwa świata          | Ateny         | 4. miejsce        | 66,00 |
| 1998 | Mistrzostwa Europy          | Budapeszt     | 3. miejsce        | 64,92 |
| 1998 | Finał Grand Prix IAAF       | Moskwa        | 6. miejsce        | 63,34 |
| 1998 | Puchar świata               | Johannesburg  | 3. miejsce        | 64,24 |
| 1999 | Mistrzostwa świata          | Sewilla       | 9. miejsce        | 60,48 |
| 2000 | Igrzyska olimpijskie        | Sydney        | 9. miejsce        | 58,56 |
| 2000 | Finał Grand Prix IAAF       | Doha          | 7. miejsce        | 62,57 |
| 2001 | Mistrzostwa świata          | Edmonton      | 6. miejsce        | 61,94 |
| 2002 | Mistrzostwa Europy          | Monachium     | 3. miejsce        | 63,50 |
| 2002 | Finał Grand Prix IAAF       | Paryż         | 2. miejsce        | 62,34 |
| 2002 | Puchar świata               | Madryt        | 3. miejsce        | 60.08 |
| 2003 | Mistrzostwa świata          | Paryż         | 4. miejsce        | 62,20 |
| 2003 | Światowy finał IAAF         | Monako        | 5. miejsce        | 61,29 |
| 2004 | Igrzyska olimpijskie        | Ateny         | el. – 13. miejsce | 60,80 |
| 2005 | Mistrzostwa świata          | Helsinki      | 9. miejsce        | 57,54 |
| 2006 | Mistrzostwa Europy          | Göteborg      | 10. miejsce       | 56,70 |
| 2008 | Igrzyska olimpijskie        | Pekin         | el. – 17. miejsce | 58,82 |
| 2009 | Mistrzostwa świata          | Berlin        | el. – 14. miejsce | 57,88 |